# Goodridge vs. Department of Public Health
De zaak Goodridge vs. Department of Public Health was een in 2003 aangespannen rechtszaak bij het hoogste gerechtshof van de Amerikaanse staat Massachusetts, waarin een meerderheid van vier rechters bepaalde dat de staatsoverheid niet het recht had om mensen van hetzelfde geslacht trouwlicenties te onthouden. In een vijftig pagina's lange uitspraak schreven de rechters dat de grondwet van de staat gelijkheid garandeert aan alle burgers, en dat het niet was toegestaan om tweederangsburgers te creëren door homoseksuelen niet te laten trouwen.
Als reactie op het vonnis werd door het parlement geopperd om net als in Vermont en verscheidene andere staten een systeem van geregistreerde partnerschappen in te voeren, maar op 4 februari 2005 liet de rechtbank weten dat de uitspraak van november inhield dat de staat Massachusetts óf het homohuwelijk moet legaliseren, of alle huwelijken om moest zetten in partnerschappen. In een poging de uitspraak te omzeilen werd tijdens een conventie in februari gestemd over een grondwetswijziging die het homohuwelijk verbiedt maar wel de partnerschappen introduceert. Het amendement werd met 13 stemmen verschil aangenomen, maar werd tijdens de verplichte tweede ronde afgekeurd.
Op 17 mei 2004 ging de beslissing van het gerechtshof in effect, 180 dagen na de uitspraak. Vanaf die dag konden homoseksuelen en lesbiennes trouwen in Massachusetts. In veel andere staten worden de homohuwelijken niet erkend, maar enkele staten hebben te kennen gegeven de in Massachusetts gesloten huwelijken wel te erkennen.